# Zerebralsklerose
Zerebralsklerose (von „Zerebrum“ – Gehirn und Sklerose – krankhafte Organverhärtung, auch: Zerebrale Arteriosklerose) ist die (überholte) Sammelbezeichnung für schwere Durchblutungsstörungen des Gehirns, die meist auf einer Arterienverkalkung beruhen.
Vor der Umdefinierung der Alzheimer-Krankheit (1977) galt die Gehirnsklerose als häufigste Ursache einer Demenz. Obwohl das klinische Bild von Demenz- und Parkinson-Erkrankungen dem von höhergradigen Gefäßeinengungen ähnelt, können diese nicht auf eine Zerebralsklerose zurückgeführt werden.

## Risikofaktoren
Risikofaktoren für eine Zerebralsklerose sind unter anderem:
- männliches Geschlecht
- Bluthochdruck
- Fettstoffwechselstörungen (z. B. Hypercholesterinämie)
- Diabetes mellitus
- Adipositas
- Bewegungsmangel
- Stress
- chronische Entzündungen[3]